# 氯苯乙烯
氯苯乙烯是指苯乙烯上的一个氢原子被氯取代而形成的卤代烃，分子式C8H7Cl，混合CAS号为92766-09-1 ，不包括双键碳氢被取代的混合CAS号：1331-28-8 
- 邻氯苯乙烯，CAS号：2039-87-4
- 间氯苯乙烯，CAS号：2039-85-2
- 对氯苯乙烯，CAS号：1073-67-2
- α-氯苯乙烯，CAS号：618-34-8
- β-氯苯乙烯，CAS号：622-25-3 
  - (E)-β-氯苯乙烯，CAS号：4110-77-4 
  - (Z)-β-氯苯乙烯，CAS号：4604-28-8

|  | 这个同类索引页列出了具有相同或相似标题的化学条目。 除非您是有意链接至本页，否则应将相应条目的内部链接指向正确的条目。 |